# Odolanów
Odolanów là một thị trấn thuộc huyện Ostrowski, tỉnh Wielkopolskie ở trung-tây Ba Lan. Thị trấn có diện tích 5 km². Đến ngày 1 tháng 1 năm 2011, dân số của thị trấn là 5003 người và mật độ 1051 người/km².